# Tatiana Niculescu
Tatiana Niculescu este o scriitoare română, fost editor și redactor-șef al secției în limba română a postului britanic de radio BBC World Service, atât în Londra cât și în România, autoare de cărți neficționale, romancieră, dramaturg și traducătoare.

## Biografie
Tatiana Niculescu a studiat Litere la Universitatea București, absolvind ulterior și Institutul european de jurnalism Robert Schuman din Bruxelles (în original, Robert Schuman European Institute of Journalism).
Între 1994 și 2004, a lucrat ca editor la secția română a BBC World Service din Londra. Între 2004 și 2008 a condus biroul BBC World Service din București.
În 2006 a publicat prima sa carte de non-ficțiune, Spovedanie la Tanacu (considerată un In Cold Blood românesc) urmată, în 2007, de Cartea judecătorilor.

## Opere publicate
- 2006 -- Spovedanie la Tanacu, Editura Humanitas,[2];2006, 2008, 2021, Polirom, 2012
- 2007 -- Cartea judecătorilor, Editura Humanitas,[3];
- 2013 -- Cartea judecătorilor, Editura Polirom, ediția a doua,[4];
- 2011 -- Nopțiile Patriarhului, roman, Editura Polirom,[5], 2009, Humanitas, 2019
- 2012 -- În țara lui Dumnezeu, roman, Editura Polirom [6];
- 2013 -- Povestea domniței Marina si a basarabeanului necunoscut, roman, Editura Polirom,[7], Cartier 2023
- 2015 -- Regina Maria: Ultima dorința, Editura Humanitas[8], 2015, 2016, 2018, 2020
- 2016 -- Mihai I, ultimul rege al românilor, Editura Humanitas, 2016, 2020, 2022
- 2017 -- Mistica rugăciunii și a revolverului. Viața lui Corneliu Zelea Codreanu, Editura Humanitas, 2017, 2021
- 2018 -- Ei mă consideră făcător de minuni. Viața lui Arsenie Boca, Editura Humanitas, 2018
- 2018 -- Tăierea fecioarelor, Editura Humanitas, 2018, ediția a II-a
- 2019 -- Regele și Duduia: Carol II și Elena Lupescu dincolo de bârfe și clișee, Editura Humanitas, 2019
- 2020 -- Seducătorul domn Nae. Viața lui Nae Ionescu, Editura Humanitas, 2020
- 2021 -- Nepovestitele iubiri. 7 minibiografii sentimentale, Editura Humanitas, 2021
- 2022 -- Singur. Viața lui MIhail Sebastian, Editura Humanitas, 2022
- 2023 -- Englezul din Gara de Nord: după o poveste adevărată, Editura Humanitas, 2023, ISBN 978-973-50-7860-7
- 2024 -- Delicioasa poveste a cozonacului românesc, Editura Humanitas, 2024, ISBN 978-973-50-8437-0
- 2025 -- Sfântul nr. 6: povestire, București, Editura Humanitas, 2025, ISBN 978-973-50-8701-2
- 2025- 101 cărți în 101 minicronici, Editura Humanitas, ISBN 978-973-50-8772-2

## Volume coordonate de autoare
- Cartea întâmplărilor: mistere, ciudățenii, uimiri, Humanitas, 2019, ISBN 978-973-50-6571-3
- Ce pozne-a mai făcut cățelul meu, Editura Humanitas, 2024, ISBN 978-973-50-8584-1

### Adaptări dramatice
- Spovedanie la Tanacu, adaptare pentru scenă.
- Cartea judecătorilor, adaptare pentru scenă.

### Piese independente
- Brâncuși versus SUA, o interpretare aparte a celebrului caz judecat în Statele Unite, în 1926, opunând Statele Unite și Constantin Brâncuși. Textul a fost publicat pentru prima oară în 2010, iar ca ebook Humanitas în 2021.

### Ecranizare
După dealuri este un film de Cristian Mungiu al cărui scenariu se bazează pe romanele neficționale ale scriitoarei Tatiana Niculescu. După dealuri a avut premiera la 19 mai 2012 la Festivalul Internațional de Film de la Cannes din 2012 unde a câștigat premiul pentru cel mai bun scenariu. Actrițele Cosmina Stratan și Cristina Flutur, care interpretează rolurile principale în acest film, au împărțit premiul pentru cea mai bună actriță în cadrul aceluiași festival.
Traduceri
Fundamentele lumii fizice, de Frank Wilczek
De ce , Doamne? O radiografie a suferinței, de C.S. Lewis
Fiul lui Dumnezeu? Pledoarie pentru Isus și Isus Mirele: Cea mai frumoasă poveste de dragoste a tuturor timpurilor, de Brant Pitre

### Prezentări pe scenele lumii
Adaptarea pentru scenă a romanului Spovedanie la Tanacu, a fost prezentată în viziunea regizorală a lui Andrei Șerban, la Teatrul LaMama din New York, ca premieră mondială absolută în 2007. Piesa s-a jucat apoi pe scena Teatrului Odeon din București, la palatul Béhague de la Paris, în prezența lui Peter Brook, și pe scena Festivalului de Teatru de la Lodz, în Polonia, unde a primit premiul publicului.